# Hats Off to Del Shannon
| Recensione | Giudizio |
| ---------- | -------- |
| AllMusic   | [ 1 ]    |

Hats Off to Del Shannon è un album discografico di Del Shannon, pubblicato dall'etichetta discografica inglese London Records nel 1963.
Il singolo Hats Off to Larry raggiunse la quinta posizione nelle chart statunitensi (sesta posizione nel Regno Unito) di The Billboard Hot 100, So Long Baby arrivò al #28 (decima nel Regno Unito), Hey! Little Girl al #38 (seconda posizione nel Regno Unito), The Swiss Maid al #64 (seconda posizione nel Regno Unito), infine Cry Myself to Sleep al #99 (ventinovesima posizione nel Regno Unito).

## Tracce
Lato A
1. The Swiss Maid – 2:03 (Roger Miller) – Registrato il 9 maggio 1962 al Columbia Studio, Nashville, Tennessee
2. Cry Myself to Sleep – 2:44 (Del Shannon) – Registrato l'8 maggio 1962 al Columbia Studio, Nashville, Tennessee
3. Ginny in the Mirror – 2:07 (Doc Pomus, Mort Shuman) – Registrato nel febbraio 1962 al Mira Sound Studio di New York
4. You Never Talked About Me – 2:09 (Doc Pomus, Mort Shuman) – Registrato nel febbraio 1962 al Mira Sound Studio di New York
5. Don't Gild the Lily, Lily – 2:15 (Arthur Altman, Billy Meshel) – Registrato l'11 maggio 1961 al Bell Sound Studio di New York
6. I Won't Be There – 1:58 (Del Shannon) – Registrato nel febbraio 1962 al Mira Sound Studio di New York

Lato B
1. Hats Off to Larry – 1:58 (Del Shannon) – Registrato l'11 maggio 1961 al Bell Sound Studio di New York
2. The Answer to Everything – 2:41 (Burt Bacharach) – Registrato nell'agosto 1961 al Mira Sound Studio di New York
3. Hey! Little Girl – 2:31 (Del Shannon) – Registrato il 24 novembre 1961 al Mira Sound Studio di New York
4. I'm Gonna Move On – 2:44 (Del Shannon) – Registrato l'8 maggio 1962 al Columbia Studio, Nashville, Tennessee
5. I Don't Care Any More – 2:46 (Del Shannon) – Registrato il 24 novembre 1961 al Mira Sound Studio di New York
6. So Long Baby – 2:00 (Del Shannon) – Registrato nell'agosto 1961 al Mira Sound Studio di New York

## Musicisti
The Swiss Made / Cry Myself to Sleep / I'm Gonna Move On
- Del Shannon - voce
- Grady Martin - chitarra
- Harold Bradley - chitarra
- Hargus Pig Robbins - pianoforte, organo, clavicembalo
- Boots Randolph - sassofono
- Bob Moore - contrabbasso
- Buddy Harman - batteria
- The Jordanaires - cori
- Bill Ramal - arrangiamenti
- Harry Balk - produttore

Ginny in the Mirror / You Never Talked About Me / I Won't Be There
- Del Shannon - voce
- Bucky Pizzarelli - chitarra
- Milt Hinton - contrabbasso
- Bill Ramal - sassofono, arrangiamenti
- Musicista non identificato - pianoforte, strumenti ad arco
- Joe Marshall - batteria
- Harry Balk - produttore

Don't Gild the Lily, Lily / Hats Off to Larry
- Del Shannon - voce
- Al Caiola - chitarra
- Milt Hinton - contrabbasso
- Max Crook - pianoforte, musitron
- Bill Ramal - sassofono, arrangiamenti
- Joe Marshall - batteria
- Harry Balk - produttore

The Answer to Everything / So Long Baby
- Del Shannon - voce, kazoo
- Al Caiola - chitarra
- Milt Hinton - contrabbasso
- Max Crook - pianoforte, musitron
- Bill Ramal - sassofono, arrangiamenti
- Joe Marshall - batteria, timpani
- Musicista non identificato - tamburello
- Musicista non identificato - vibrafono
- Non identificate - coro femminile
- Harry Balk - produttore

Hey! Little Girl / I Don't Care Any More
- Del Shannon - voce
- Al Caiola - chitarra
- Milt Hinton - contrabbasso
- Max Crook - pianoforte, musitron
- Bill Ramal - sassofono, arrangiamenti
- Joe Marshall - batteria
- Musicista non identificato - tambourine
- Musicisti non identificati - strumenti ad arco
- Non identificate - coro femminile
- Harry Balk - produttore